# WWE Cruiserweight Championship (1991–2007)
WWE Cruiserweight Championship là một chức vô địch đấu vật chuyên nghiệp. Đai này được dành cho những đô vật nặng dưới 102.06 kg (225 lb) và vốn là một chức vô địch của World Championship Wrestling. Nó dành riêng cho chương trình SmackDown! thuộc World Wrestling Entertainment.

## Lịch sử
Đai Cruiserweight Championship ban đầu có tên gọi là World Championship Wrestling (WCW) Light Heavyweight Championship.Cùng với sự ra mắt đai vào năm 1991,một vòng đấu loại đã được tổ chức để quyết định nhà vô địch đầu tiên.Vào ngày 27 tháng 10,Brian Pillmn đã đánh bại Richard Morton trong trận chung kết đấu loại và giành được đai.Tuy vậy,nó đã bị bỏ trống vào ngày 2 tháng 9,1992 vì một chấn thương đầu gối của Brad Amstrong trong khi anh đang giữ đai.Sau đó vào ngày 20 tháng 3,1996 Shinjiro Ohtani đã đánh bại Chris Benoit trong một trận chung kết đấu loại khác để giành đai WCW Cruiserweight Championship.
Vào tháng 3/2001,sau khi công ty World Wrestling Federation Entertainment mua lại World Championship Wrestling,Vince mcMahon đã dựng nên kịch bản "Invasion" mà cuối cùng WCW đã bị phá bỏ.Trong "Invasion",chỉ có 4 đai của WCW còn tồn tại,trong đó có cả đai WCW Cruiserweight.Vào ngày 30 tháng 7,đai WCW Cruiserweight Championship và đai WWF Light Heavyweight Championship
được bảo vệ trong trận đấu với quảng cáo là trận đấu "hợp nhất",khi WWF Light Heavyweight Champion,X-Pac,đánh bại WCW Cruiserweight Champion,Billy Kidman.Tuy vậy đai này vẫn tiếp tục được bảo vệ sau vụ đó.Sau phần kết của "Invasion" tại Survivor Series 2001,đai WCW Cruiserweight Championship đã được tiếp tục hoạt động và đổi tên là World Wrestling Federation (WWF) Cruiserweight Championship,trong khi đai Light Heavyweight đã bị bỏ.
Với tên gọi mới là WWF Cruiserweight Championship,đai vẫn sử dụng thiết kế cũ của WCW,với biểu tượng WCW trên nó.Tuy vậy,sau khi WWF đổi tên thành WWE vào năm 2002,đai đã đổi mới thành biểu tượng của WWE và hình thiết kế mới.Đai sau đó đã được đổi tên thành WWE Cruiserweight Championship và thuộc sở hữu của chương trình SmackDown!.

## Các thông tin khác
- Có ba người phụ nữ đã giành được đai Cruiserweight Championship. Madusa và Daffney giành đai với WCW còn Jacqueline giành đai với WWE.
- Đai Cruiserweight từng được các thành viên của gia đình Guerrero giữ 9 lần khác nhau:(Chavo Jr. 6 lần,Eddie Guerrero 2 lần,và Chavo Sr. 1 lần.)
- Billy Kidman là người duy nhất giành đai này khi nó có tên là WCW Cruiserweight Championship (3 lần),WCW Cruiserweight Championship trong một phần của Invasion(2 lần),WWF Cruiserweight Championship (1 lần) và WWE Cruiserweight Championship (1 lần).
- Cả Chavo Guerrero và Gregory Helms đều giành đai dưới ba cái tên khác nhau.Guerrero giành nó với tên Chavo Guerrero, Jr. ở WCW,Lieutenant Loco với tư cách là thành viên của nhóm Misfits in Action và Chavo Guerrero ở WWE.Helms giành nó với tên "Sugar" Shane Helms ở WCW và cả hai tên The Hurricane và Gregory Helms ở WWE.Sean Waltman và Rey Mysterio từng giành đai với hai cái tên khác nhau,Waltman với tên Syxx và X-Pac, và Mysterio có và không có chữ "Jr." trong tên.
- Khi Hornswoggle giành đai anh đã trở thành nhà vô địch lùn nhất,nhẹ nhất và trẻ nhất từng giành đai Cruiserweight.Anh cũng là người lùn duy nhất từng giành đai trong lịch sử WWE.